# Golden League 2008
La Golden League 2008 se déroule sur six meetings. Lors de cette édition, seule la kényane Pamela Jelimo remporta toutes les épreuves de sa discipline, le 800 mètres, elle remporte la somme de 1 million de dollars.

## Résultats
| Épreuve        | ISTAF Berlin 1er juin   | Bislett Games Oslo 6 juin | Golden Gala Rome 11 juillet | Meeting Gaz de France Saint-Denis 18 juillet | Weltklasse Zürich Zurich 29 août | Mémorial Van Damme Bruxelles 5 septembre |
| -------------- | ----------------------- | ------------------------- | --------------------------- | -------------------------------------------- | -------------------------------- | ---------------------------------------- |
| Hommes         |                         |                           |                             |                                              |                                  |                                          |
| 100 m          | Nesta Carter            | Derrick Atkins            | Francis Obikwelu            | Marc Burns                                   | Usain Bolt                       | Usain Bolt                               |
| 400 m          | LaShawn Merritt         | Jeremy Wariner            | Jeremy Wariner              | Jeremy Wariner                               | Jeremy Wariner                   | Jeremy Wariner                           |
| 1 500 m / mile | Augustine Kiprono Choge | Andrew Baddeley           | Asbel Kiprop                | Augustine Kiprono Choge                      | Haron Keitany                    | Ali Belal Mansoor                        |
| 400 m haies    | Bershawn Jackson        | Bershawn Jackson          | Kerron Clement              | Kerron Clement                               | Angelo Taylor                    | Kerron Clement                           |
| Longueur       | Hussein Taher Al-Sabee  | Hussein Taher Al-Sabee    | Irving Saladino             | Irving Saladino                              | Hussein Taher Al-Sabee           | Miguel Pate                              |
| Javelot        | Tero Pitkämäki          | Andreas Thorkildsen       | Tero Pitkämäki              | Vadim Vasilevskis                            | Andreas Thorkildsen              | Tero Pitkämäki                           |
| Femmes         |                         |                           |                             |                                              |                                  |                                          |
| 200 m          | Sherone Simpson         | Bianca Knight             | Kerron Stewart              | Sanya Richards                               | Allyson Felix                    | Marshevet Hooker                         |
| 800 m          | Pamela Jelimo           | Pamela Jelimo             | Pamela Jelimo               | Pamela Jelimo                                | Pamela Jelimo                    | Pamela Jelimo                            |
| 100 m haies    | Josephine Onyia         | Josephine Onyia           | Brigitte Foster-Hylton      | Delloreen Ennis-London                       | Lolo Jones                       | Delloreen Ennis-London                   |
| Hauteur        | Blanka Vlašić           | Blanka Vlašić             | Blanka Vlašić               | Blanka Vlašić                                | Blanka Vlašić                    | Ariane Friedrich                         |